# Wuhua, Kunming
Wuhua är ett stadsdistrikt i Kunming i Yunnan-provinsen i sydvästra Kina.
1. ↑  http://www.geohive.com/cntry/CN-53_ext.aspx